# La piccola principessa
La piccola principessa (A Little Princess) è un romanzo per ragazzi scritto da Frances Hodgson Burnett, pubblicato per la prima volta nel 1905. Si tratta di un'espansione del racconto Sara Crewe, pubblicato dalla Burnett tra il 1887 e il 1888, e successivamente trasposto in un'opera teatrale nel 1902 con il titolo A Little Un-fairy Princess.
Narra la storia della piccola Sara Crewe in un collegio esclusivo dove si trova prima come studentessa privilegiata e poi, a seguito della morte del padre, è costretta a lavorare come sguattera per mantenersi.

## Trama

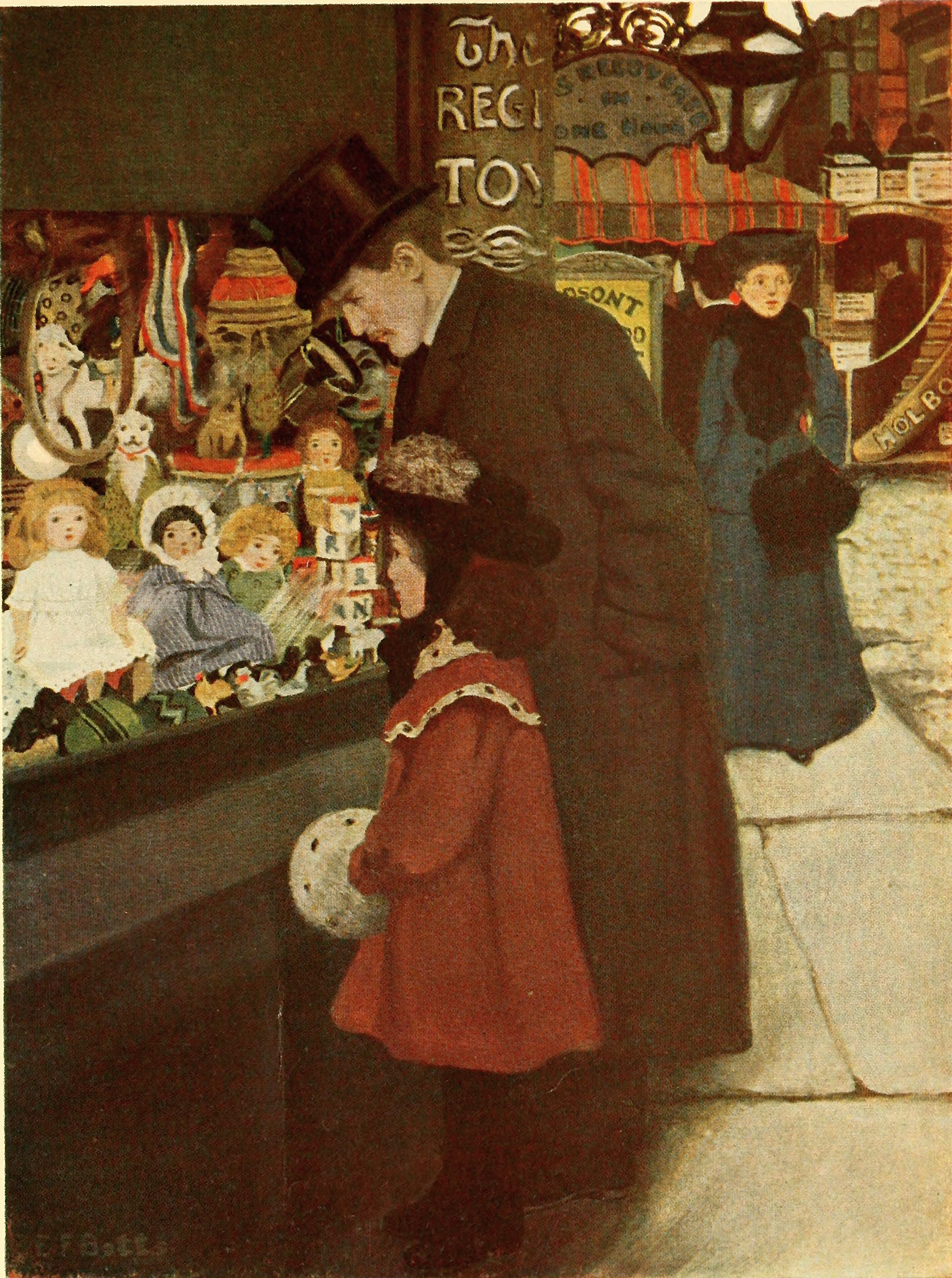
Sara trova Emilia insieme a suo padre. Illustrazione di Ethel Franklin Betts del 1905.

Il padre di Sara deve partire per un viaggio d'affari in India e iscrive Sara in un collegio femminile, la scuola per signorine di Maria Minchin, a Londra.
Intimorita dalla vasta fortuna del padre, la signorina Minchin riserva a Sara un trattamento privilegiato. Sara così ottiene una cameriera personale e un pony. Le è permesso fare quello che desidera, ed è costantemente elogiata e presa ad esempio come la migliore studentessa del collegio.
Quando si apprende che il capitano Crewe, il padre di Sara, ha trovato una miniera di diamanti, la situazione di Sara migliora ulteriormente.
Sara si sforza spesso di emulare qualità quali: generosità e gentilezza. La sua migliore amica, Ermengarda, va male a scuola, così Sara l'aiuta a imparare le lezioni trasformandole in racconti. Sara diventa la "madre adottiva" della piccola Lottie, con cui ha in comune il fatto di non avere una madre. Sara diventa anche amica di Becky, diminutivo di Rebecca, la giovane sguattera dell'istituto.
Per il compleanno di Sara, la signorina Minchin organizza una grande festa e compra costosi regali, ma un intermediario di commercio porta una brutta notizia: il capitano Crewe è morto per una grave febbre. La Minchin pensa di abbandonare Sara in mezzo alla strada, ma si convince che un gesto del genere potrebbe rovinare l'immagine del suo collegio, così decide di sfruttarla come domestica.
Sara viene mandata subito in una squallida soffitta vicino a Becky. Da questo momento Sara diventa una sguattera costretta a fare ogni sorta di commissioni e le viene riservato un trattamento durissimo. Deve seguire le lezioni dagli ultimi posti, mentre è Lavinia che prende il posto vicino alla cattedra. Sara aiuta anche le bambine più piccole a fare i compiti.
Riesce a resistere alla situazione drammatica grazie alla sua fervida immaginazione che le fa immaginare di trovarsi prigioniera nella Bastiglia insieme a Becky. Anche i piccoli gesti di solidarietà di Ermengarde e Lottie le danno forza.
Un giorno Sara vede che nella casa a fianco al collegio si è trasferito un signore indiano che porta con sé molti oggetti tipici che aveva già visto quando abitava in India. Conosce Ram Dass, il servitore indiano del signor Carrisford, con cui parla indiano. Resta anche interessata alla famiglia del signor Carmichael, che lei chiama la "grande famiglia".
Sara, anche nella povertà, dimostra grande generosità quando trova una moneta per strada e, non avendo mangiato da due giorni, decide di comprare qualche panino. Quando sta per entrare nel negozio però, vede una piccola mendicante affamata, così dei sei panini che compra, cinque glieli regala lasciando stupita anche la panettiera che poi deciderà di prendersi cura della mendicante.
Ram Dass, accorgendosi delle tristi condizioni in cui vive Sara, decide di aiutarla in modo insolito: ogni giorno s'intrufola nella soffitta passando per la finestra e fa trovare a Sara cibo in abbondanza e il caminetto acceso per colazione e per la cena. Arreda inoltre l'intera soffitta con cuscini, mobili, libri, quadri e drappeggi, oltre a fornirle un materasso e coperte nuove. Anche i membri della "grande famiglia" iniziano a tenere d'occhio Sara, da quando uno dei bambini dà a Sara una moneta pensando che fosse una mendicante, ma il modo di fare di Sara fa dubitare che lei possa esserlo davvero. Una sera la scimmietta di Ram Dass si avvicina alla soffitta di Sara, così viene ospitata per la notte. Il giorno dopo Sara la riporta a Ram Dass e viene a sapere chi era in realtà l'uomo indiano. Il signor Carrisford aveva convinto il padre di Sara a unirsi negli affari per la miniera di diamanti. Il signor Carrisford, uomo molto ricco, era giunto in Europa per cercare la povera Sara e adottarla.

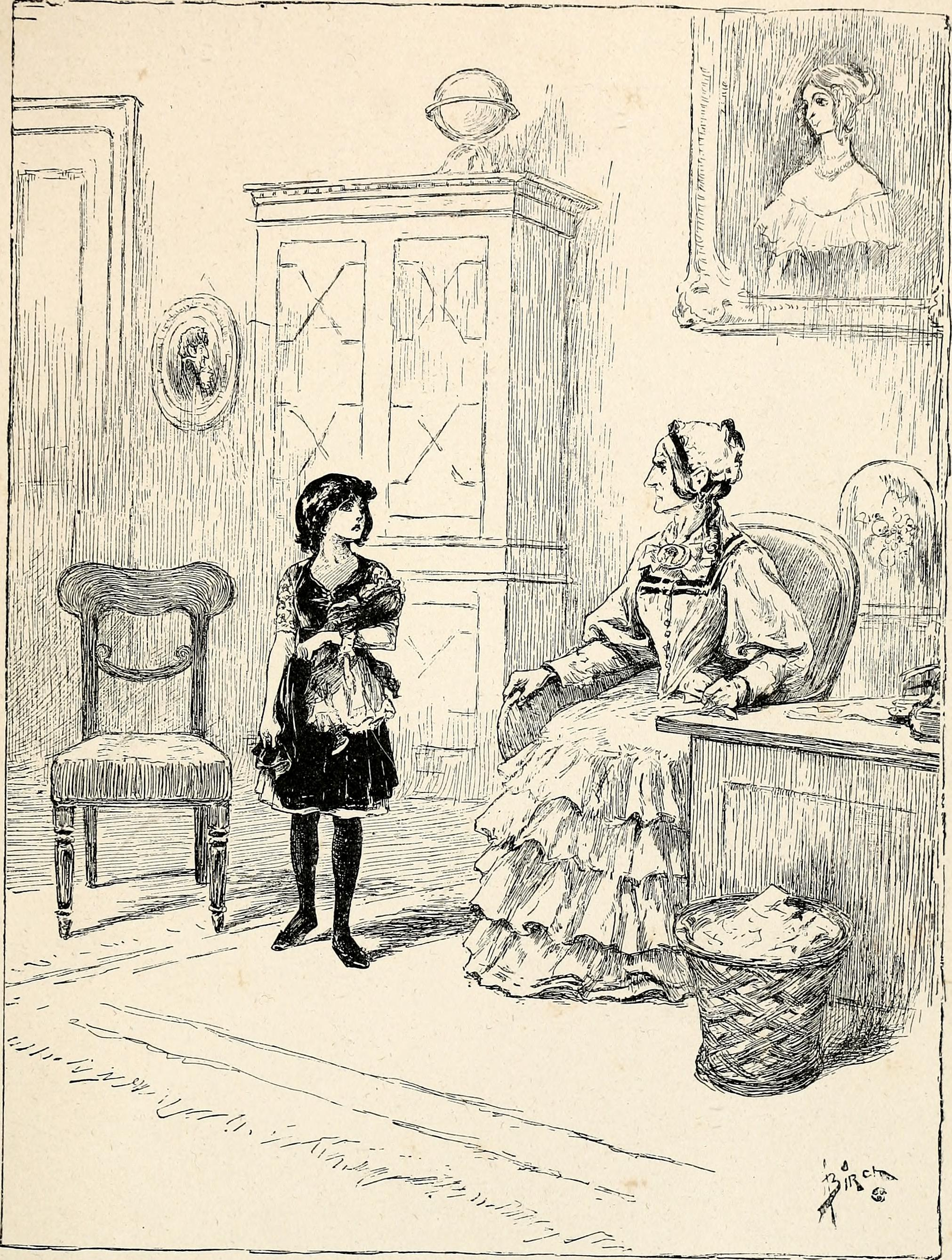
Sara e la signorina Minchin. Illustrazione del 1888 di Reginald B. Birch da Sara Crewe.

Da questo momento, Sara può permettersi di studiare a casa e di ricevere le visite delle sue amiche. Becky diventa la sua dama di compagnia. Infine, Sara dimostra nuovamente la sua generosità tornando nella panetteria dove aveva condiviso i panini con la piccola mendicante e si accorda con la panettiera perché doni del cibo agli affamati. Qui scoprirà nel frattempo che Anna, la mendicante, è stata assunta dalla panettiera.

## Personaggi

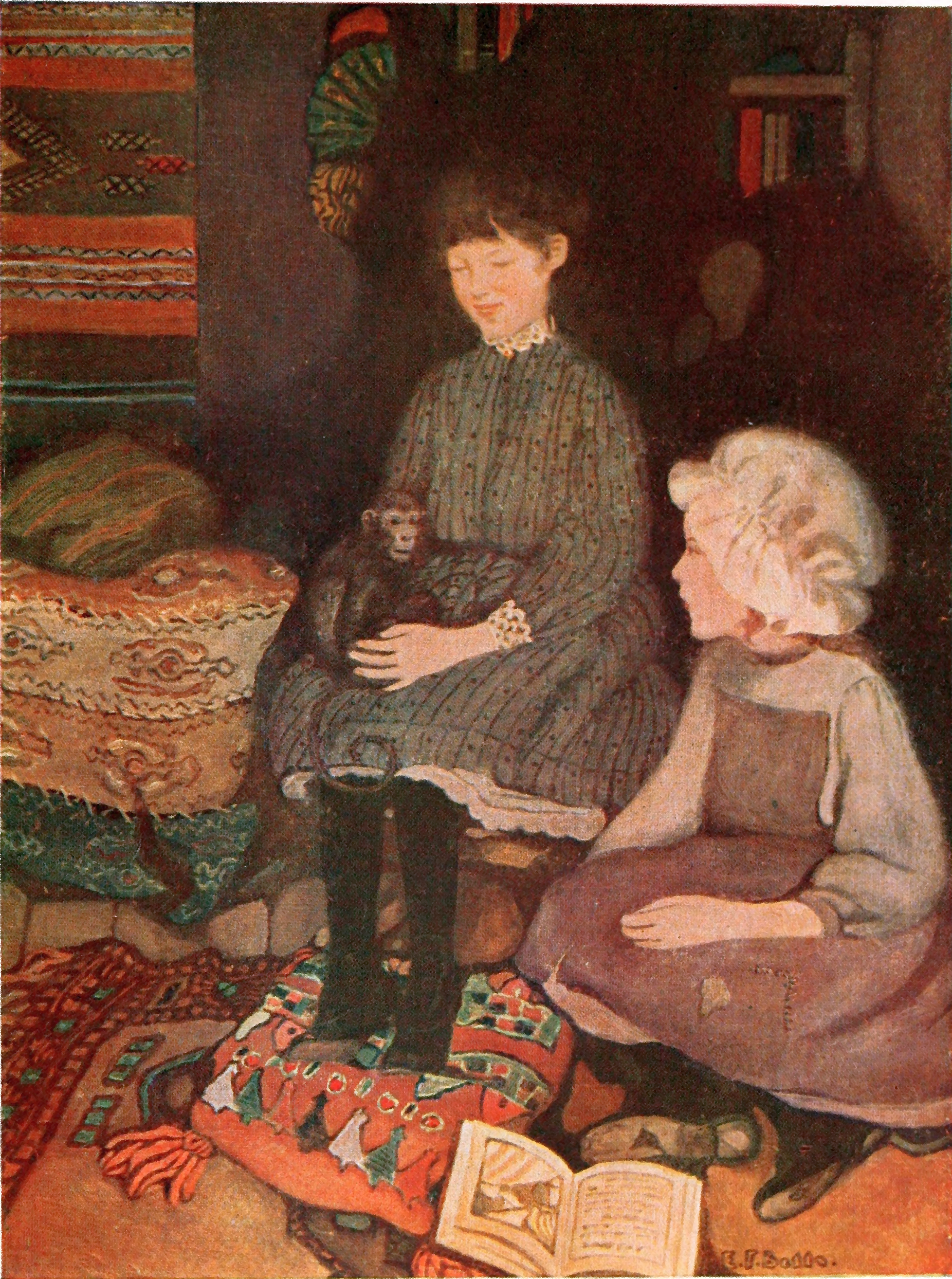
Sara e Becky in soffitta con la scimmietta di Ram Dass. Illustrazione di Ethel Franklin Betts del 1905.

Sara Crewe
La "principessa" del titolo. È l'unica figlia di Ralph Crewe, un capitano dell'esercito britannico. Orfana di madre morta dandola alla luce, Sara è nata in India dove ha vissuto per 7 anni imparando a parlare hindi, inglese e francese, la lingua della madre. Nonostante la ricchezza che la circonda, Sara dimostra grande generosità e gentilezza verso ogni rango sociale. A 7 anni, Ralph Crewe porta Sara in Gran Bretagna per farle frequentare il collegio per signorine gestito dalla signorina Minchin.
Ralph Crewe
Il padre di Sara dovendo partire per trovare dei diamanti ed essendo troppo pericoloso per Sara, la manda in un collegio per signorine in Gran Bretagna.
Maria Minchin
La signorina Minchin è la direttrice del collegio. È molto brusca e quando Sara perderà ogni suo avere, diventerà molto cattiva con lei.
Amelia Minchin
La signorina Amelia è la sorella minore di Maria, ma ha un carattere più dolce e calmo rispetto alla signorina Minchin.
Becky
È la giovane sguattera di 14 anni del collegio. È costretta a fare lavori pesanti e le viene riservato un trattamento molto brusco. Prima che Sara inizi a essere sfruttata come sguattera, le due diventano amiche. Quando si ritroveranno entrambe a dormire nella soffitta, si sosterranno a vicenda. Becky è il diminutivo di Rebecca.

### Studenti
Ermengarda St. John
Ermengarde nell'originale. La miglior amica di Sara. Considerata la peggiore studentessa, presa in giro dalle compagne, viene aiutata negli studi da Sara. Ermengarda è buona e leale, così resta amica di Sara anche quando lei diventa una sguattera.
Lottie Legh
Una bambina di 4 anni che ha perso la mamma. Sara per farla smettere di piangere diventa la sua "mamma adottiva". Lottie è una bambina dalla lacrima facile, e Sara diventerà l'unica in grado di calmarla.
Lavinia Herbert
Prima dell'arrivo di Sara era una delle studentesse migliori della scuola e la preferita della signorina Minchin. Molto gelosa dei continui elogi che vengono rivolti a Sara, tenterà in ogni modo di ridicolizzarla mettendo poi in risalto la sua povertà, ma fallisce.
Jessie
Confidente e migliore amica di Lavinia. È meno antipatica rispetto a Lavinia, e in alcuni casi esprime la sua disapprovazione per il trattamento che la signorina Minchin riserva a Sara.

### L'altro lato del muro
Thomas Carrisford
L'uomo indiano che si trasferisce nel palazzo a fianco al collegio. In realtà è l'amico del capitano Crewe che è alla ricerca di Sara per adottarla e per restituirle tutte le ricchezze che il padre le ha lasciato in eredità, dopo che la miniera nella quale il padre aveva investito tutti i suoi averi si è rivelata ricchissima.
Ram Dass
Un lascari, servitore indiano del signor Carrisford, fa amicizia con Sara. Possiede anche una scimmietta che spesso scappa per i tetti.
La grande famiglia
Una famiglia con tre bambini che viene spesso osservata da Sara. Anche loro collaborano col signor Carrisford per ritrovare la figlia di Crewe.
Mr. Carmichael
Il padre della "grande famiglia". Per cercare Sara, dopo vane ricerche in Francia presso i più importanti collegi femminili, partirà anche per la Russia, ma ovviamente senza ottenere nessun risultato.
Nora, Janet e Donald Carmichael
Sono i tre figli della "grande famiglia". Donald un giorno arrivò a fare l'elemosina a Sara scambiandola per una mendicante, ma le sorelle maggiori, notano le buone maniere di Sara e dubitando delle apparenze nonostante gli stracci indossati, inizieranno a tenerla d'occhio. Hanno altre quattro sorelle delle quali non vengono menzionati i nomi.

### Altri personaggi
Anna
Anne nell'originale. È una giovanissima mendicante. Vedendo che è molto affamata, Sara le dà cinque dei sei panini comprati nella panetteria. Anna viene assunta dalla panettiera.
Panettiera
La donna che vedendo Sara affamata, oltre ai quattro panini richiesti gliene regala altri due. Dopo aver visto il grande gesto di carità fatto da Sara, decide di prendere Anna con sé.
Emilia
Emily nell'originale. La bambola di Sara, ultimo regalo ricevuto dal padre prima della sua morte. Diventerà col passare del tempo anche un'amica e confidente per Sara, che la tratterà quasi da persona vivente.
Melchisedec
Un topolino che vive nei muri della soffitta in cui dorme Sara. Anche lui diventa amico della bambina, la quale spesso condivide col topolino il poco cibo che possiede.

## Storia editoriale

### Sara Crewe
Sara Crewe (Sara Crewe: or, What Happened at Miss Minchin's) è il racconto a puntate realizzato dalla Burnett durante i suoi viaggi per l'Europa con la sua famiglia, pubblicato sul St. Nicholas Magazine dal dicembre 1887 al febbraio 1888 e poi sotto forma di libro il 29 febbraio 1888 con illustrazioni di Reginald B. Birch. Su questo racconto si basa il romanzo scritto successivamente La piccola principessa. La trama è la stessa: Sara Crewe viene lasciata alla signorina Minchin, perde il padre e inizia a essere sfruttata fino all'arrivo di un gentiluomo sempre inglese, amico del capitano Crewe, giunto per adottare Sara, nel caso la ritrovasse. L'unica differenza con il romanzo sta nel fatto che questo racconto è molto meno dettagliato. Alcuni dei personaggi sono definiti poco o assenti. L'unica studentessa a essere nominata è Ermengarda, la quale si limita soltanto a chiedere a Sara dei libri. Quasi tutti i componenti della grande famiglia sono solo menzionati per nome perché vengono osservati da Sara, ma non hanno alcun collegamento con il signor Carrisford. Molti degli eventi del romanzo, nel racconto non avvengono. Il capitano Crewe muore nel primo capitolo, perciò tutta la vita di Sara come pupilla della scuola non viene menzionata. L'unica cosa che lascia intuire la bontà di Sara nel racconto è il gesto di regalare i panini alla mendicante Anna. In generale, il racconto tratta ogni avvenimento in modo sommario, tralasciando molti particolari.

### L'opera teatrale e il romanzo

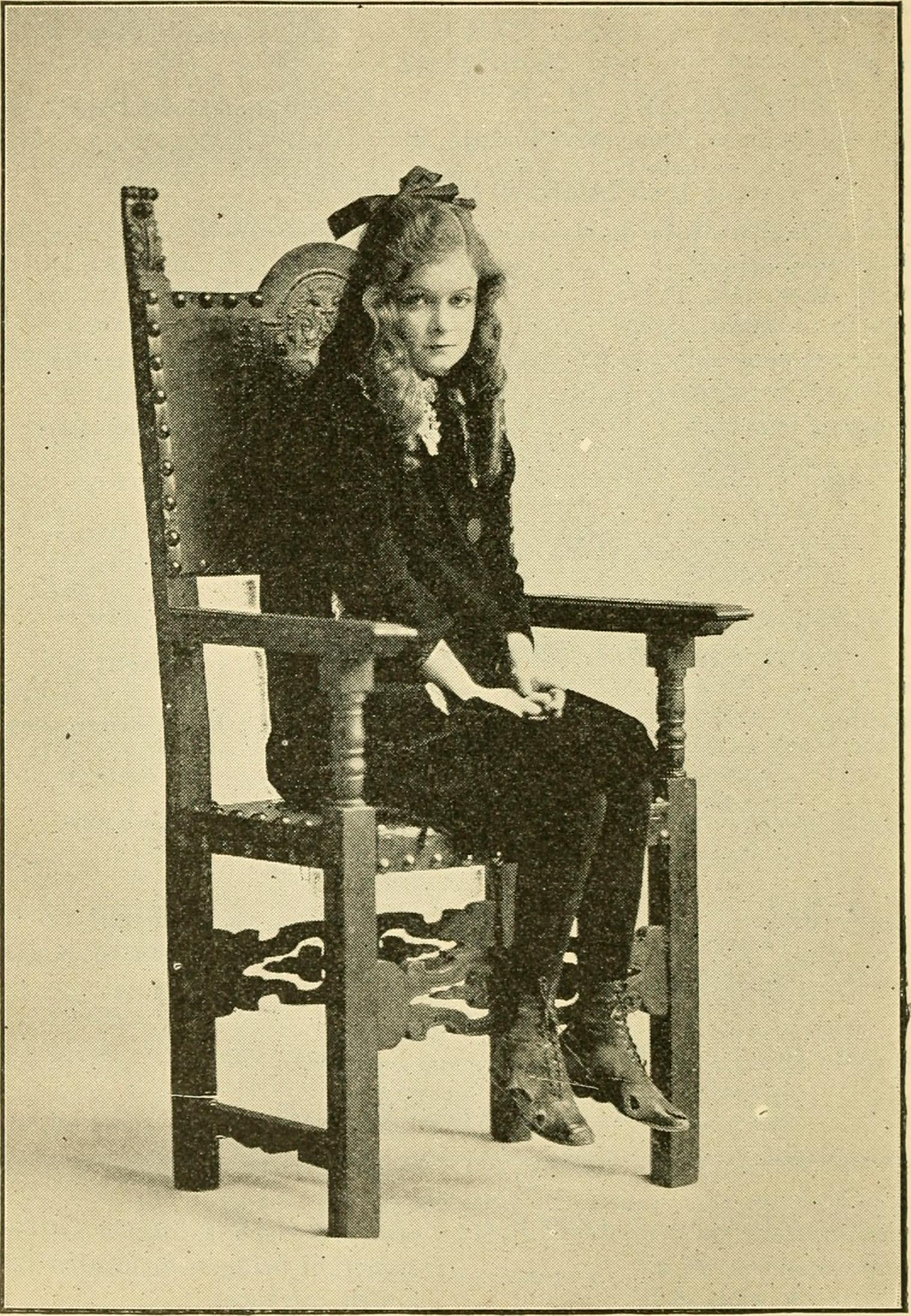
Millie James nella produzione di Broadway di The Little Princess (1903).

Dopo aver scritto Sara Crewe, la Burnett ritorna sul suo materiale nel 1902, scrivendo il musical in tre atti A Little Un-fairy Princess che inizia a essere messo in atto a Londra in quello stesso anno. Nel 1903 si trasferisce a New York, dove accorcia il titolo di quest'opera trasformandolo nel titolo che diventerà famoso: La piccola principessa (A Little Princess a Londra, The Little Princess a New York). Il musical fu un successo a Broadway, ed è questo trionfo che diede l'idea alla Burnett e al suo editore Charles Scribner's Sons (editore del St. Nicholas) di tornare sull'opera espandendola e trasformandola in un romanzo pubblicato a New York nel settembre 1905 con le illustrazioni di Ethel Franklin Betts. Nel novembre dello stesso anno fu pubblicato a Londra da Frederick Warne & Co. con illustrazioni di Harold H. Piffard.

### Edizioni italiane
Il romanzo breve Sara Crewe venne pubblicato per la prima volta in Italia nel 1889 con il titolo La povera principessa, corredato dalle illustrazioni originali di Birch, ed è stato successivamente ripubblicato come Sara Crewe e altri titoli similari. La piccola principessa fu invece pubblicato solamente nel 1953 da tre diversi editori, in seguito all'uscita italiana dell'omonimo film del 1939 con Shirley Temple.

## Adattamenti

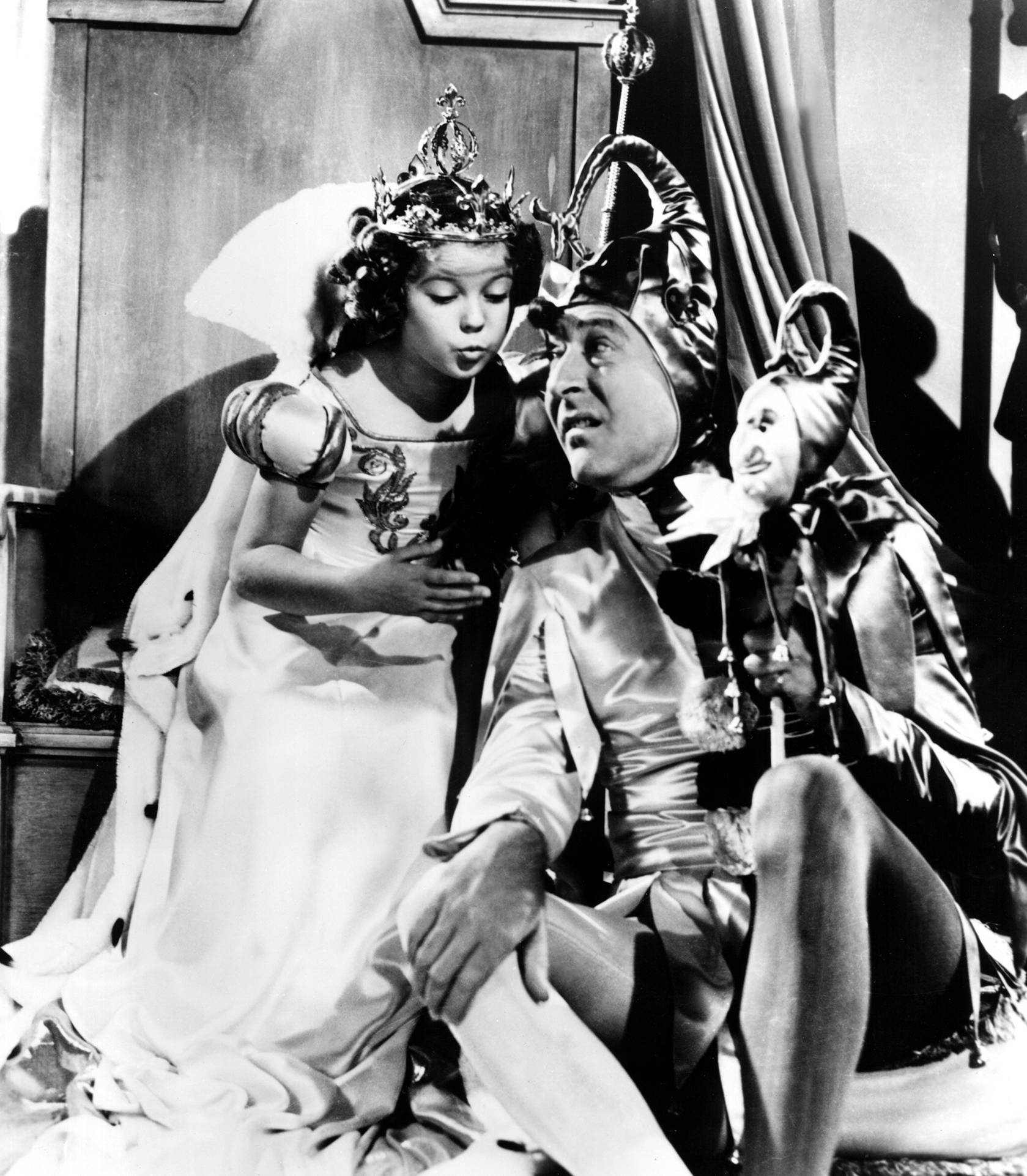
Shirley Temple sul set di La piccola principessa (1939).

### Cinema
- Piccola principessa (1917), versione statunitense con Mary Pickford (Sara) e Katherine Griffith (Miss Minchin). Secondo le convenzioni dell'epoca, i ruoli delle bambine protagoniste sono interpretate da attrici adulte.
- La piccola principessa (1939), versione statunitense con Shirley Temple (Sara) e Mary Nash (Miss Minchin). Questo adattamento apporta grandi cambiamenti alla storia. Il padre di Sara è dato per morto in guerra ma alla fine si scopre che è vivo ed era stato ricoverato per amnesia. Sono state avvicinate le età di Sara e di Becky (quest'ultima un'adolescente nella storia originale), cambiamento mantenuto in pressoché ogni versione. Amelia, viene sostituita da Bertie, il fratello di Miss Minchin, un ex attore del music-hall che si esibisce in numeri musicali con Sara. La signorina Minchin diventa consapevole delle trasformazioni dell'attico di Sara e tenta di farla arrestare per furto. Inoltre, buona parte della trama è dedicata a Sara che tenta di coprire una storia d'amore illecita tra la sua insegnante e il maestro di equitazione.
- Principessina (1943), versione italiana diretta da Tullio Gramantieri, con Rosanna Dal (Anna) e Vittorina Benvenuti (la direttrice). Remake del film del 1939 ambientato in Italia, in cui Sara, ribatezzata Anna, è figlia di un vero principe.
- Hello Kitty in La piccola principessa (1994), versione presente nella serie OAV Le fiabe di Hello Kitty.
- La piccola principessa (1995), versione statunitense con Liesel Matthews (Sara) e Eleanor Bron (Miss Minchin). Questo adattamento sposta l'azione a New York nel periodo della Prima Guerra Mondiale e rende Becky afroamericana, laddove nell'originale è caratterizzata da una parlata cockney. Altri cambiamenti ricordano la versione del 1939: anche qui Miss Minchin tenta di fare arrestare Sara per furto dopo aver scoperto la trasformazione della soffitta; e anche in questo caso il padre di Sara, dato per caduto in guerra, si scopre essere stato ricoverato per amnesia.
- Sarah... Ang Munting Prinsesa (1995), versione filippina con Cammille Pratts (Sara) e Jean Garcia (Miss Minchin). Adattamento tratto prevalentemente dall'anime Lovely Sara, che aveva riscosso un grande successo nelle Filippine.
- A Little Princess (1996), musical animato statunitense direct-to-video, prodotto da Blye Migicovsky Productions. Come nelle versioni del 1939 e del 1995, Sara ritrova suo padre.
- Malenkaya printsessa (1997), versione russa con Anastasia Meskova (Sara) e Alla Demidova (Miss Minchin).

### Televisione
- A Little Princess (1973), miniserie britannica con Deborah Makepeace (Sara) e Ruth Dunning (Miss Minchin).
- La piccola principessa (1978), versione presente nella serie anime Le più belle favole del mondo. Adattamento maggiormente incentrato sui maltrattamenti che Sara e Becky devono subire da parte della signorina Minchin, Lavinia e Amelia (anch'essa cattiva in questa versione). Vengono aggiunti alcuni eventi e personaggi, mentre ne vengono eliminati altri, come la famiglia Carmichael. Sara e Becky sono amiche di tre orfani che spesso le aiutano, come quando Becky si ammala. Sara ha un interesse romantico per Frederick, il figlio di un finanziatore della scuola. Sara e Becky vengono cacciate dal collegio, e quando vengono ritrovate da Mr. Carrisford, Sara fa una donazione al collegio in fallimento e si riappacifica con Lavinia.
- Lovely Sara (1985), serie anime giapponese realizzata dalla Nippon Animation nell'ambito del World Masterpiece Theater. Nonostante i numerosi personaggi aggiunti e un certo ampliamento della storia (obbligatorio per permettere al serial di coprire un'intera "stagione" televisiva), resta complessivamente fedele alla trama originale del romanzo. Alcuni dei cambiamenti rispecchiano la precedente versione anime: l'aggiunta di un ragazzo di strada, Peter, tra gli amici di Sara; la malattia di quest'ultima; la sua cacciata dal collegio; la sua donazione all'istituto e la riappacificazione con Lavinia, che anche in questa versione acquista maggiore rilievo.
- A Little Princess (1986): miniserie britannica con Amelia Shankley (Sara) e Maureen Lipman (Miss Minchin). Uno degli adattamenti più fedeli all'opera originale; presenta diversi dialoghi tratti dal romanzo e aggiunge solo alcune scene, come un prologo ambientato in India.
- Sōkō no Strain (2006), libero riadattamento anime di genere mecha.
- Princess Sarah (2007), serie televisiva filippina, liberamente basata sull'anime Lovely Sara con elementi fantasy aggiuntivi.
- Shōkōjo Seira (2009), dorama con Mirai Shida (Seira). Riadattamento moderno ambientato in Giappone in cui la protagonista, chiamata Seira, ha 16 anni e Becky viene sostituita da un personaggio maschile, suo interesse amoroso. Diversi elementi sono ripresi dall'anime Lovely Sara.
- The Penniless Princess (2012), episodio della serie animata VeggieTales.

### Musical
Negli ultimi tempi sono state prodotte nuove versioni di musical su La piccola principessa.
- A Little Princess, Wings Theatre, New York, 2003. Libretto e regia di Robert Sickinger; musica e liriche di Mel Atkey; musical director Mary Ann Ivan.
- A Little Princess, Theatreworks/USA, premiered 2004. Musica di Andrew Lippa; libretto di Brian Crawley; diretto da Susan H. Schulman.
- Princesses, musical del 2004 ancora in via di sviluppo per Broadway. Musica e libretto di Cheri Steinkellner e Bill Steinkellner; lirica e regia di David Zippel.
- Sara Crewe: A Little Princess, Whetlock Theatre, Boston, 2006. Musica e libretto di Susan Kosoff e Jane Staab.

Alcune di queste produzioni hanno effettuato significativi cambiamenti al romanzo, storia e personaggi. Soprattutto la versione di Sickinger/Atkey/Ivan, che sposta l'azione nel periodo della Guerra Civile Americana.

## Edizioni

### Sara Crewe
- Francesca Burnett, La povera principessa. Racconti, collana Biblioteca del mondo piccino, illustrazioni di Reginald B. Birch, Milano, Fratelli Treves, 1889, SBN CUB0141913.
- Frances Hodgson Burnett, Sara Crewe, la principessa povera, collana La piccola ghirlanda, traduzione di Maria Ettlinger Fano, Torino, G. B. Paravia & C., 1924, SBN LO11087305.
- Frances Hodgson Burnett, Il giardino misterioso; Sara Crewe principessina in soffitta, traduzione di F. Mella Romeo, Società Apostolato Stampa, 1945, SBN LO10872334.
- Frances Hodgson Burnett, Sara Crewe. Reginella prigioniera, traduzione di Maria Silvi, illustrazioni di Maraja, edizione romanzata, Baldini & Castoldi, SBN UBO3024429.
- Frances Hodgson Burnett, Sara Grewe: reginella prigioniera: romanzo per giovanette, versione di E. De Mattia, Milano, Boschi, 1954, SBN PUG0032450.
- Frances Hodgson Burnett, Principessa Sara, traduzione di Mattia De Bernardis, illustrazioni di Nathalie Novi, Rizzoli, 2022, SBN TO02109081.

### La piccola principessa
- Frances Hodgson Burnett, La piccola principessa, collana Libri belli - Collezione per ragazzi, traduzione di Carla Brunetti, illustrazioni di Maraja, Milano, Fratelli Fabbri Editori, 1953, SBN RAV1793034.
- Frances Hodgson Burnett, La piccola principessa, traduzione di Dina Uccelli, Milano, La Sorgente, 1953, SBN CUB0141901.
- Frances Hodgson Burnett, La piccola principessa, collana Collana "Gemme", traduzione di Valentina Bianconcini, Nuova edizione, Firenze, R. Franceschini & Figlio, 15 ottobre 1953, SBN CUB0141858.
- Frances Hodgson Burnett, La piccola principessa, traduzione di Vincenzo Brinzi, collana Corticelli, Mursia, 1982,  p. 180, ISBN 978-88-425-3773-1.
- Frances Hodgson Burnett, La piccola principessa, collana ET Classici, traduzione di Luca Lamberti, Introduzione di Carlo Pagetti, Torino, Einaudi, 2013, SBN LO11468219.
- Frances Hodgson Burnett, Una piccola principessa. Edizione integrale e annotata, collana I Classici Ritrovati, illustrazioni di Massimiliano Modica, Vasto, Caravaggio Editore, 2023, SBN BVE0930559.
- Frances Hodgson Burnett, Una piccola principessa, collana BUR ragazzi, traduzione di Mattia De Bernardis, Milano, BUR, 2025, SBN UBO4865606.